# 박시환 (법조인)
박시환(朴時煥, 경상남도 김해시, 1953년 4월 12일 ~ )은 대한민국의 법조인이자 대학 교수이다.

## 생애
1953년 4월 12일, 경상남도 김해에서 출생하였다. 경남중학교, 경기고등학교, 서울대학교 법학과를 졸업하였다. 1978년 제3회 군법무관 임용시험과 1979년 제21회 사법시험에 합격하였고 12기 사법연수원을 거쳐 판사에 임용되었다.
1985년 판사에 임용되어 인천지방법원에 부임한 박시환 판사가 판사 임용된 이래 처음으로 즉심에 넘겨진 시위 대학생들을 맡게 되었는데 적용법조가 업무방해와 도로교통법위반 등이었으나 집시법 위반은 적용되어 있지 않아 결국 호송 경찰관에게 집시법위반이 적용되지 않은 것을 확인하고 이들에 대해 무죄를 선고했다. 이때 경찰은 석방된 대학생들을 다시 소환한 가운데 박시환 판사는 소속된 인천지방법원 원장과 무죄취지에 대한 견해차로 언쟁이 생겼고 이로 인해 부임 6개월만인 1985년 9월에 춘천지법 영월지원으로 사실상 좌천되어 3년을 보냈다. 이 일로 인해 유태흥 대법원장은 국회에서 탄핵소추가 발의되었다.
문민정부 출범 직후인 1993년에 박시환은 강금실, 김종훈, 이창훈 등 소장 판사들과 함께 대법원 수뇌부에 반발해 일어섰던 3차 사법파동 때 법원장 면전에서 "우리도 과거청산 하자"고 말하기도 했던 박시환은 최종영 대법원장이 퇴임을 앞둔 서성 대법관의 후임자로 기존 관행에 따라 기수·서열이 가장 앞서는 고위 법관 3명을 추천하자 "사법부 변화에 대한 기대가 철저히 외면될 것으로 예상되는 지금 허탈감과 참담함에 몸이 떨린다"는 글을 법원 내부 통신망에 올리고 2003년 8월 13일 법원행정처에 사표를 내고 9월 2일 수리가 되면서 21년 간의 법관 생활을 마쳤다.
노무현 정부 시절인 2005년 11월에 낮은 사법시험 기수(21회)와 항소심 재판장을 거치지 않은 짧은 재판 경력(지방법원 부장판사)에도 불구하고 대법관으로 임명되었다. 대법관 임명 청문회에서 진보적이라는 평가가 있었다. 2011년 11월 18일에 대법관 임기를 마쳤고, 2012년 1월 1일부터 인하대학교 법학전문대학원 전임 석좌교수, 2013년 9월 2일에 인하대학교 법학전문대학원 원장으로 부임하였다.

## 경력
- 1978년 : 제3회 군법무관 임용시험 합격
- 1979년 : 제21회 사법시험 합격
- 1985년 : 인천지방법원 판사
- 1985년 : 춘천지방법원 영월지원 판사
- 1992년 : 서울민사지방법원 판사
- 1993년 : 서울고등법원 판사
- 1998년 : 전주지방법원 부장판사
- 1999년 : 인천지방법원 부장판사
- 2000년 : 서울지방법원 남부지원 부장판사
- 2003년 : 서울중앙지방법원 부장판사
- 2003년 : 박시환법률사무소 변호사
- 2005년 11월 : 대법관
- 2012년 1월 ~ : 인하대학교 법학전문대학원 전임교수
- 2013년 9월 ~ 2018년 9월 : 인하대학교 법학전문대학원 원장
- 2018년 2월 ~ 2020년 3월 : 제16대 정부공직자윤리위원회 위원장
- 2020년 : 법무법인 YK 고문
- 2020년 : 사단법인 옳음 이사장
- 법무법인(유한) 클라스한결 고문 변호사

## 평가

### 신영철의 재판 개입에 대한 비난
2009년 3월 5일, 언론은 신영철 대법관이 2008년 중앙지법원장 재직 시절에 촛불 시위 관련 사건을 맡고 있던 판사들에게 '촛불 재판 판결 독촉 이메일'을 발송한 사실을 보도하였다. 2009년 3월 6일, 대법원은 진상조사단을 구성하여 조사에 착수하였다. 2009년 3월 19일, 대법원은 촛불 시위 재판과 관련하여 부당한 압력을 가했다는 이유로 신영철을 대법원 공직자 윤리위원회에 공식적으로 회부하였다. 2009년 5월 8일, 윤리위원회는 판사들에게 전화 또는 이메일을 보낸 것은 법원장의 직무감독 범위를 넘어서 재판에 관여한 행위라는 결론을 내리고 신영철에게 경고 또는 주의 촉구 등의 조치를 할 것을 대법원에 권고했다. 2009년 5월 18일, 박시환 대법관은 신영철의 재판 개입 논란과 관련하여 "지금 상황은 5차 사법 파동으로 볼 수 있다. 만약 이번 사태를 신 대법관 개인의 일탈 행위로 치부하고 넘어가면 또다시 이런 일이 벌어지게 될 것이다"라고 말했다.

### 성 차별논란
- 2009년 5월 28일, 박시환은 대법원 3부 주심으로서 가정폭력 생존자인 최진실이 자신의 폭행당한 모습을 공개하는 등 광고 모델로서 품위를 손상했다며 "자신에게 책임이 없는 일로 이미지가 손상되는 상황이 발생했더라도, 그 손상을 최대한 줄여야 하는 것이 모델의 의무인데, 최진실은 멍든 얼굴과 충돌 현장 등을 언론이 촬영하도록 허락함으로써 품위 유지 약정을 위반했다"라고 판단하여 파기환송 판결을 내렸고 이 사건을 서울고등법원으로 돌려보냈다. 언니네트워크는 2006년부터 매년 사회적으로 영향력 있는 인사들을 중심으로 여성을 비하하는 발언을 남긴 인물을 선정해 '꼬매고 싶은 입'을 발표해왔는데, 2009년 12월 21일에 '2009년 꼬매고(꿰매고) 싶은 입'을 선정해 발표했고 가정폭력 생존자에 대해 부당한 판결을 내렸다는 이유로 박시환도 그 후보 중 하나로 선정되었다.[5]

- 2013년 3월 19일, 박시환은 사법연수원에서 44기 사법연수생들을 대상으로 특강을 하면서 "잘 나가는 로펌의 여자 변호사들은 시집을 못 가거나, 시집을 가서도 이혼을 하거나, 법률상으로만 부부로 돼 있다"라고 말해 성 차별 논란을 빚었다. 2013년 3월 21일, 한국여성변호사회(회장 김삼화)는 성명을 통해 "미혼과 이혼이 많아지는 것은 우리 사회의 시대적 흐름이다. 박시환 전 대법관이 사법연수원 강연에서 여성 변호사에 대한 부적절한 발언을 한 것에 대해 깊은 유감을 표한다. 로펌의 업무량이 과다하다는 취지에서 한 말이라면 남녀 변호사 모두 과다한 업무로 가정생활에 많은 시간을 할애하기가 어렵다는 발언으로 충분했다. 양성평등과 인권옹호에 가장 앞장서야 할 대법관을 지낸 법조인으로서 로펌 여성 변호사들의 미·이혼률이나 사실상 혼인파탄비율 등에 대한 아무런 객관적인 자료나 통계도 없이 막연한 개인적인 생각에서 발언한 것은 매우 부적절하다. 여성 변호사들도 다른 여성들처럼 일과 가정생활을 병행하기에는 사회적 기반이 열악한 것이 현실이지만 많은 노력을 기울이며 살아가고 있다. 박시환 전 대법관이 일과 가정생활을 병행하기 위한 여성 변호사들의 땀과 노력을 폄하함으로써 새내기 법조인뿐 아니라 기성 여성 변호사들에게도 실망감을 안겨주었다"라고 지적했다.[6][7] 2013년 3월 27일, 박시환은 한국여성변호사회에 사과문을 보냈고 사과문을 통해 "불쾌감을 불러일으킬 수도 있다는 점을 미처 헤아리지 못했다. 제 발언이 부적절했거나 생각이 모자랐다고 생각한다"라고 밝혔다.[8]